# جاك فان دير بول
جاك فان دير بول (بالهولندية: Jacques van der Poel)‏ ولد بتاريخ 5 يناير 1963 في هولندا، هو دراج هولندي سابق.

## روابط خارجية
- جاك فان دير بول على موقع أرشيف الدراجات (الإنجليزية)
- جاك فان دير بول على موقع إحصائيات الدراجات الإحترافية (الإنجليزية)
- جاك فان دير بول على موقع CycleBase (الإنجليزية)